# Чемпионат мира по хоккею с шайбой 1969
36-й чемпионат мира и одновременно 47-й чемпионат Европы по хоккею с шайбой проходили в Стокгольме, хотя ранее было запланировано, что местом проведения чемпионата мира и Европы по хоккею с шайбой будет Прага. Но 21 августа 1968 года в Чехословакию вошли войска ОВД, и Международная хоккейная федерация перенесла мировое первенство в Стокгольм, опасаясь беспорядков во время матчей.
Схема проведения чемпионата была изменена. В сильнейшей группе А осталось только шесть команд, а не восемь (как в предыдущем розыгрыше), которые играли между собой в два круга. Это было сделано для того, чтобы в этом турнире играли только примерно равные по силе команды, что увеличивало интригу и зрелищность матчей. 

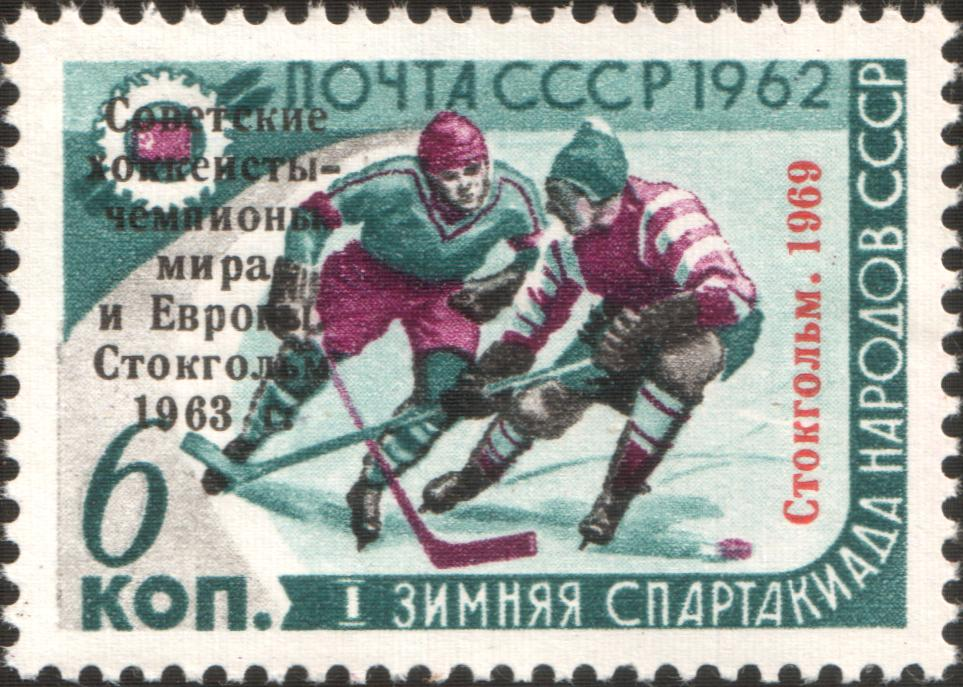
Марка СССРː Надпечатка на 2835 "Стокгольм. 1969". Серияː Советские хоккеисты - чемпионы мира и Европы

Чемпиона Европы с этого года решено было определять с учётом матчей только европейских сборных между собой.                                                                                                                                                                                                                                                  
Также нововведения коснулись и турниров групп В и C. Они с этого года проводились в других местах от сильнейшей группы и в другое время (они закончились за неделю до старта турнира группы А). Было решено, что на смену двум слабейшим командам группы В должны прийти две сильнейшие команды группы C, тогда как в сильнейшую группу попадал только победитель группы В. На его смену приходила команда, занявшая последнее место в группе А. Однако уже после этого чемпионата в эту схему были внесены разовые коррективы: из-за отказа сборной Канады от дальнейшего участия в чемпионатах мира по хоккею с шайбой из группы В в сильнейшую группу перешли сразу две сборные.
В этом турнире представители североамериканского хоккея показали очень низкие результаты. Сборная Канады, уступив во всех шести матчах своим прямым конкурентам, сборным СССР, Швеции, Чехословакии, решила бойкотировать следующие розыгрыши чемпионата, до момента разрешения ИИХФ принимать участие в чемпионате профессиональным хоккеистам. Результаты сборной США были ещё хуже: она проиграла все матчи и вылетела в группу В, однако в отличие от своих северных соседей, от участия на будущий год не отказалась.
Сам турнир развивался весьма драматично и сохранял интригу до последнего дня, так как сразу три сборных, занявших три первых места, набрали одинаковое количество очков. Поэтому во внимание были приняты шайбы, заброшенные и пропущенные — сначала во встречах между призерами, затем — все (таким образом, если бы шведы забили в последнем туре в ворота сборной Чехословакии ещё хотя бы одну шайбу, чемпионами могли бы стать они), при этом сборную СССР к началу последнего игрового дня устраивал, независимо от собственной победы в матче с Канадой, один-единственный счет — 1:0 в пользу Швеции: при ничейном результате в этом матче или, тем более, победе обладателем золотых медалей становилась бы сборная Чехословакии. Чемпионом в седьмой раз подряд стала сборная СССР, установив тем самым новый рекорд чемпионатов мира по хоккею с шайбой, до этого принадлежавший канадцам.

## Результаты матчей

### Первый круг
| \| Команда \| И \| В \| Н \| П \| Ш \| РШ \| Очки \| \| ------------ \| - \| - \| - \| - \| ----- \| --- \| ---- \| \| СССР \| 5 \| 4 \| 0 \| 1 \| 34–8 \| +26 \| 8 \| \| Чехословакия \| 5 \| 4 \| 0 \| 1 \| 23–10 \| +13 \| 8 \| \| Швеция \| 5 \| 4 \| 0 \| 1 \| 23–10 \| +13 \| 8 \| \| Канада \| 5 \| 2 \| 0 \| 3 \| 13–19 \| −6 \| 4 \| \| Финляндия \| 5 \| 1 \| 0 \| 4 \| 13–27 \| −14 \| 2 \| \| США \| 5 \| 0 \| 0 \| 5 \| 10–42 \| −32 \| 0 \| | И — Сыграно матчей В — Выиграно матчей Н — Матчей, сыгранных вничью П — Проиграно матчей Ш — Шайб забито/пропущено РШ — Разница шайб |   |   |   |       |     |      |
| Команда | И | В | Н | П | Ш     | РШ  | Очки |
| СССР | 5 | 4 | 0 | 1 | 34–8  | +26 | 8    |
| Чехословакия | 5 | 4 | 0 | 1 | 23–10 | +13 | 8    |
| Швеция | 5 | 4 | 0 | 1 | 23–10 | +13 | 8    |
| Канада | 5 | 2 | 0 | 3 | 13–19 | −6  | 4    |
| Финляндия | 5 | 1 | 0 | 4 | 13–27 | −14 | 2    |
| США | 5 | 0 | 0 | 5 | 10–42 | −32 | 0    |

#### Первый тур
| 15 марта 1969 | Чехословакия | 6 : 1 (1:0, 2:1, 3:0) | Канада | Стокгольм Зрителей: 6440 |

| Отчёт | Отчёт                       | Отчёт      | Отчёт | Отчёт                  |
| --- | --------------------------- | ---------- | ----- | ---------------------- |
| |                             |            |       |                        |
| |                             |            |       | Судьи: Дальберг Викинг |
| | Голы:                       |            |       |                        |
| И. Холик 13:41 Недомански 28:12 Сухи (И. Холик) 33:45 Шевчик (Jiřík) 49:43 Сухи (Černý) 50:22 Хорешовски (Golonka) 52:17 | 1:0 1:1 2:1 3:1 4:1 5:1 6:1 | 23:26 Кинг |       |                        |
| |                             |            |       |                        |
| |                             |            |       |                        |
| |                             |            |       |                        |
| 6 мин | Штраф                       | 10 мин     |       |                        |
| 5 (1) | Большинство                 | 3 (1)      |       |                        |
| |                             |            |       |                        |

| 15 марта 1969 | Швеция | 6 : 3 (3:1, 1:1, 2:1) | Финляндия | Стокгольм Зрителей: 4368 |

| Отчёт | Отчёт                               | Отчёт                                                             | Отчёт | Отчёт                   |
| --- | ----------------------------------- | ----------------------------------------------------------------- | ----- | ----------------------- |
| |                                     |                                                                   |       |                         |
| |                                     |                                                                   |       | Судьи: Джойл Вилланкурт |
| | Голы:                               |                                                                   |       |                         |
| Хенрикссон (Олссон) 04:56 Хенрикссон (Нильссон) 12:46 Лундстрем (Sjöberg) 16:07 Лундстрем (Карлссон) 39:56 Стернер (Нильссон) 40:28 Нильссон (Стернер) 47:49 | 1:0 2:0 3:0 3:1 3:2 4:2 5:2 6:2 6:3 | 18:43 Исакссон (Jylha) 32:42 Кейнонен 48:22 Й. Пелтонен (Мононен) |       |                         |
| |                                     |                                                                   |       |                         |
| |                                     |                                                                   |       |                         |
| |                                     |                                                                   |       |                         |
| 6 мин | Штраф                               | 4 мин                                                             |       |                         |
| 2 (0) | Большинство                         | 3 (0)                                                             |       |                         |
| |                                     |                                                                   |       |                         |

| 15 марта 1969 | СССР | 17 : 2 (3:0, 11:0, 3:2) | США | Стокгольм Зрителей: 2237 |

| Отчёт | Отчёт | Отчёт               | Отчёт | Отчёт |  |
| --- | --- | ------------------- | --- | --- |  |
| | |                     | | |  |
| | Зингер (Пучков) | Вратари             | Курран | Судьи: Силланкорва Бата |  |
| | Голы: |                     | | Судьи: Силланкорва Бата |  |
| Старшинов 10' Старшинов 15' Михайлов 18' Юрзинов 21' Фирсов 22' Старшинов 23' Фирсов 27' Петров 28' Михайлов 29' Поладьев 30' Юрзинов 31' Фирсов 33' Харламов 38' Мишаков 40' Мальцев 41' Фирсов 51' Старшинов 57' | 1:0 2:0 3:0 4:0 5:0 6:0 7:0 8:0 9:0 10:0 11:0 12:0 13:0 14:0 15:0 15:1 16:1 17:1 17:2                                                                                | 42' Лэкки 59' Лэкки | | Судьи: Силланкорва Бата |  |
| | |                     | | Судьи: Силланкорва Бата |  |
| | |                     | | Судьи: Силланкорва Бата |  |
| | |                     | | Судьи: Силланкорва Бата |  |
| 6 мин | Штраф | 14 мин              | | Судьи: Силланкорва Бата |  |
| 7 (5) | Большинство | 3 (1)               | | |  |
| | |                     | | |  |
| | |                     | | |  |
| Зингер (Пучков); Рагулин — Лутченко, Поладьев — Ромишевский, Кузькин; Зимин — Старшинов — Якушев, Мишаков — Юрзинов — Фирсов, Михайлов — Петров — Харламов, Мальцев.                                               | Зингер (Пучков); Рагулин — Лутченко, Поладьев — Ромишевский, Кузькин; Зимин — Старшинов — Якушев, Мишаков — Юрзинов — Фирсов, Михайлов — Петров — Харламов, Мальцев. | Состав              | Курран; Парадиз — Брэнч, К. Лэкки — Рютта; Нэслэнд — Коппо — Плю, Гамбуччи — Рейхерт — Стордаль, Шинни — Кристиансен — Мартель. | Курран; Парадиз — Брэнч, К. Лэкки — Рютта; Нэслэнд — Коппо — Плю, Гамбуччи — Рейхерт — Стордаль, Шинни — Кристиансен — Мартель. |  |

#### Второй тур
| 16 марта 1969 | Канада | 5 : 1 (1:1, 1:0, 3:0) | Финляндия | Стокгольм Зрителей: 5596 |

| Отчёт                                                                                 | Отчёт                   | Отчёт          | Отчёт | Отчёт              |
| ------------------------------------------------------------------------------------- | ----------------------- | -------------- | ----- | ------------------ |
|                                                                                       |                         |                |       |                    |
|                                                                                       |                         |                |       | Судьи: Бата Сеглин |
|                                                                                       | Голы:                   |                |       |                    |
| Пиндер 17:38 Кеффри 21:54 Бурбоннэ (Heindl) 56:25 Хакк (Bourbonnais) 56:44 Кеффри 59' | 0:1 1:1 2:1 3:1 4:1 5:1 | 07:49 Кейнонен |       |                    |
|                                                                                       |                         |                |       |                    |
|                                                                                       |                         |                |       |                    |
|                                                                                       |                         |                |       |                    |
| 12 мин                                                                                | Штраф                   | 2 мин          |       |                    |
| 1 (0)                                                                                 | Большинство             | 6 (1)          |       |                    |
|                                                                                       |                         |                |       |                    |

| 16 марта 1969 | СССР | 4 : 2 (1:2, 1:0, 2:0) | Швеция | Стокгольм Зрителей: 10 014 |

| Отчёт | Отчёт | Отчёт                     | Отчёт | Отчёт |  |
| --- | --- | ------------------------- | --- | --- |  |
| | |                           | | |  |
| | Зингер | Вратари                   | Хольмквист | Судьи: Трамбл Джойл |  |
| | Голы: |                           | | Судьи: Трамбл Джойл |  |
| Мальцев 4' Михайлов 21' Старшинов 48' Харламов 51' | 1:0 1:1 1:2 2:2 3:2 4:2 | 13' Нильссон 19' Юханссон | | Судьи: Трамбл Джойл |  |
| | |                           | | Судьи: Трамбл Джойл |  |
| | |                           | | Судьи: Трамбл Джойл |  |
| | |                           | | Судьи: Трамбл Джойл |  |
| 14 мин | Штраф | 6 мин                     | | Судьи: Трамбл Джойл |  |
| 3 (1) | Большинство | 7 (1)                     | | |  |
| | |                           | | |  |
| | |                           | | |  |
| Зингер; Кузькин — Давыдов, Рагулин — Лутченко, Поладьев — Ромишевский; Зимин — Старшинов — Якушев, Викулов — Мальцев — Фирсов, Михайлов — Петров — Харламов. | Зингер; Кузькин — Давыдов, Рагулин — Лутченко, Поладьев — Ромишевский; Зимин — Старшинов — Якушев, Викулов — Мальцев — Фирсов, Михайлов — Петров — Харламов. | Состав                    | Хальмквист; Карлссон — Сведберг, Нордландер — Шёберг; С. Юханссон — Стернер — Нильссон, Хенрикссон — Олссон — Хюсинг, Х. Карлссон — Лундстрём — Нюгрен. | Хальмквист; Карлссон — Сведберг, Нордландер — Шёберг; С. Юханссон — Стернер — Нильссон, Хенрикссон — Олссон — Хюсинг, Х. Карлссон — Лундстрём — Нюгрен. |  |

| 16 марта 1969 | Чехословакия | 8 : 3 (2:1, 4:2, 2:0) | США | Стокгольм Зрителей: 1791 |

| Отчёт                                                                                            | Отчёт                                       | Отчёт                                  | Отчёт | Отчёт                      |
| ------------------------------------------------------------------------------------------------ | ------------------------------------------- | -------------------------------------- | ----- | -------------------------- |
|                                                                                                  |                                             |                                        |       |                            |
|                                                                                                  |                                             |                                        |       | Судьи: Дальберг Вилланкурт |
|                                                                                                  | Голы:                                       |                                        |       |                            |
| Недомански 2' Фарда 20' Сухи 22' Я. Холик 27' Я. Холик 43' Хрбаты 27' Голонка 36' Недомански 56' | 1:0 1:1 2:1 3:1 4:1 4:2 4:3 5:3 6:3 7:3 8:3 | 16' Лэкки 32' Кристиансен 35' Стордаль |       |                            |
|                                                                                                  |                                             |                                        |       |                            |
|                                                                                                  |                                             |                                        |       |                            |
|                                                                                                  |                                             |                                        |       |                            |
| 8 мин                                                                                            | Штраф                                       | 22 мин                                 |       |                            |
| 11 (5)                                                                                           | Большинство                                 | 4 (1)                                  |       |                            |
|                                                                                                  |                                             |                                        |       |                            |

#### Третий тур
| 18 марта 1969 | Чехословакия | 7 : 4 (4:1, 3:1, 0:2) | Финляндия | Стокгольм Зрителей: 6771 |

| Отчёт                                                                             | Отчёт                                       | Отчёт                                                | Отчёт | Отчёт                   |
| --------------------------------------------------------------------------------- | ------------------------------------------- | ---------------------------------------------------- | ----- | ----------------------- |
|                                                                                   |                                             |                                                      |       |                         |
|                                                                                   |                                             |                                                      |       | Судьи: Джойл Вилланкурт |
|                                                                                   | Голы:                                       |                                                      |       |                         |
| Сухи 11' Махач 13' Махач 14' И. Холик 17' Недомански 27' Недомански 31' Махач 35' | 1:0 1:1 2:1 3:1 4:1 5:1 6:1 6:2 7:2 7:3 7:4 | 12' Партинен 34' Мононен 46' Рантасила 49' Рантасила |       |                         |
|                                                                                   |                                             |                                                      |       |                         |
|                                                                                   |                                             |                                                      |       |                         |
|                                                                                   |                                             |                                                      |       |                         |
| 18 мин                                                                            | Штраф                                       | 6 мин                                                |       |                         |
| 3 (1)                                                                             | Большинство                                 | 9 (3)                                                |       |                         |
|                                                                                   |                                             |                                                      |       |                         |

| 18 марта 1969 | Швеция | 8 : 2 (1:2, 3:0, 4:0) | США | Стокгольм Зрителей: 7887 |

| Отчёт | Отчёт                                   | Отчёт              | Отчёт | Отчёт                     |
| --- | --------------------------------------- | ------------------ | ----- | ------------------------- |
| |                                         |                    |       |                           |
| |                                         |                    |       | Судьи: Сеглин Силланкорва |
| | Голы:                                   |                    |       |                           |
| Х. Карлссон 5' Стернер 24' Олссон 28' С. Юханссон 33' Лундстрем 45' Стернер 46' А. Карлссон 57' Милтон 58' | 1:0 1:1 1:2 2:2 3:2 4:2 5:2 6:2 7:2 8:2 | 6' Маркель 13' Плю |       |                           |
| |                                         |                    |       |                           |
| |                                         |                    |       |                           |
| |                                         |                    |       |                           |
| 0 мин | Штраф                                   | 6 мин              |       |                           |
| 3 (0) | Большинство                             | 0 (0)              |       |                           |
| |                                         |                    |       |                           |

| 18 марта 1969 | СССР | 7 : 1 (5:1, 2:0, 0:0) | Канада | Стокгольм Зрителей: 10 177 |

| Отчёт | Отчёт | Отчёт      | Отчёт | Отчёт |  |
| --- | --- | ---------- | --- | --- |  |
| | |            | | |  |
| | Зингер (Пучков) | Вратари    | У. Стефенсон | Судьи: Трамбл Викинг |  |
| | Голы: |            | | Судьи: Трамбл Викинг |  |
| Викулов 6' Фирсов 6' Харламов 7' Якушев 9' Фирсов 13' Харламов 23' Викулов 36'                                                                                         | 1:0 2:0 3:0 4:0 5:0 5:1 6:1 7:1 | 15' Пиндер | | Судьи: Трамбл Викинг |  |
| | |            | | Судьи: Трамбл Викинг |  |
| | |            | | Судьи: Трамбл Викинг |  |
| | |            | | Судьи: Трамбл Викинг |  |
| 14 мин | Штраф | 12 мин     | | Судьи: Трамбл Викинг |  |
| 6 (2) | Большинство | 7 (1)      | | |  |
| | |            | | |  |
| | |            | | |  |
| Зингер (Пучков); Кузькин — Давыдов, Рагулин — Лутченко, Поладьев — Ромишевский; Зимин — Старшинов — Якушев, Викулов — Мальцев — Фирсов, Михашаков — Петров — Харламов. | Зингер (Пучков); Кузькин — Давыдов, Рагулин — Лутченко, Поладьев — Ромишевский; Зимин — Старшинов — Якушев, Викулов — Мальцев — Фирсов, Михашаков — Петров — Харламов. | Состав     | У. Стефенсон; Бэгг — К. Стэфенсон, де Марко; Бурбоннэ — Хакк — Хайндл, Кинг — Кеффри — Бейс, Леффли — Пиндер — Мотт, Харгривс. | У. Стефенсон; Бэгг — К. Стэфенсон, де Марко; Бурбоннэ — Хакк — Хайндл, Кинг — Кеффри — Бейс, Леффли — Пиндер — Мотт, Харгривс. |  |

#### Четвертый тур
| 19 марта 1969 | СССР | 6 : 1 (3:0, 1:0, 2:1) | Финляндия | Стокгольм Зрителей: 3349 |

| Отчёт | Отчёт | Отчёт       | Отчёт | Отчёт |  |
| --- | --- | ----------- | --- | --- |  |
| | |             | | |  |
| | Зингер | Вратари     | Илонен | Судьи: Бата Дальберг |  |
| | Голы: |             | | Судьи: Бата Дальберг |  |
| Фирсов 7' Харламов 10' Мальцев 20' Петров 28' Поладьев 50' Петров 58' | 1:0 2:0 3:0 4:0 5:0 5:1 6:1 | 55' Оксанен | | Судьи: Бата Дальберг |  |
| | |             | | Судьи: Бата Дальберг |  |
| | |             | | Судьи: Бата Дальберг |  |
| | |             | | Судьи: Бата Дальберг |  |
| 8 мин | Штраф | 6 мин       | | Судьи: Бата Дальберг |  |
| 3 (2) | Большинство | 4 (0)       | | |  |
| | |             | | |  |
| | |             | | |  |
| Зингер; Давыдов — Ромишевский, Рагулин — Лутченко, Поладьев — Ромишевский; Зимин — Старшинов — Якушев (Мишаков), Викулов — Мальцев — Фирсов, Михайлов — Петров — Харламов. | Зингер; Давыдов — Ромишевский, Рагулин — Лутченко, Поладьев — Ромишевский; Зимин — Старшинов — Якушев (Мишаков), Викулов — Мальцев — Фирсов, Михайлов — Петров — Харламов. | Состав      | Илонен; Рантасила — Партинен, Линдстрем — Марьямяки; Оксанен — Валстен — Мононен, Лейму — Й. Пелтонен — Э. Пелтонен, Харью — Исакссон — Кетола. | Илонен; Рантасила — Партинен, Линдстрем — Марьямяки; Оксанен — Валстен — Мононен, Лейму — Й. Пелтонен — Э. Пелтонен, Харью — Исакссон — Кетола. |  |

| 19 марта 1969 | Чехословакия | 0 : 2 (0:1, 0:0, 0:1) | Швеция | Стокгольм Зрителей: 7840 |

| Отчёт  | Отчёт       | Отчёт                      | Отчёт | Отчёт               |
| ------ | ----------- | -------------------------- | ----- | ------------------- |
|        |             |                            |       |                     |
|        |             |                            |       | Судьи: Джойл Трамбл |
|        | Голы:       |                            |       |                     |
|        | 0:1 0:2     | 3' Пальмквист 58' Нильссон |       |                     |
|        |             |                            |       |                     |
|        |             |                            |       |                     |
|        |             |                            |       |                     |
| 25 мин | Штраф       | 10 мин                     |       |                     |
| (0)    | Большинство | (1)                        |       |                     |
|        |             |                            |       |                     |

| 19 марта 1969 | Канада | 5 : 0 (1:0, 0:0, 4:0) | США | Стокгольм Зрителей: 2055 |

| Отчёт                                              | Отчёт               | Отчёт | Отчёт | Отчёт                     |
| -------------------------------------------------- | ------------------- | ----- | ----- | ------------------------- |
|                                                    |                     |       |       |                           |
|                                                    |                     |       |       | Судьи: Силланкорва Викинг |
|                                                    | Голы:               |       |       |                           |
| Хакк 11' Кэффри 45' Харгривс 52' Кинг 53' Бейс 58' | 1:0 2:0 3:0 4:0 5:0 |       |       |                           |
|                                                    |                     |       |       |                           |
|                                                    |                     |       |       |                           |
|                                                    |                     |       |       |                           |
| 8 мин                                              | Штраф               | 4 мин |       |                           |
| 2 (0)                                              | Большинство         | 4 (0) |       |                           |
|                                                    |                     |       |       |                           |

#### Пятый тур
| 21 марта 1969 | Канада | 1 : 5 (1:1, 0:3, 0:1) | Швеция | Стокгольм Зрителей: 9916 |

| Отчёт     | Отчёт                   | Отчёт                                                            | Отчёт | Отчёт                |
| --------- | ----------------------- | ---------------------------------------------------------------- | ----- | -------------------- |
|           |                         |                                                                  |       |                      |
|           |                         |                                                                  |       | Судьи: Сеглин Трамбл |
|           | Голы:                   |                                                                  |       |                      |
| Кеффри 8' | 1:0 1:1 1:2 1:3 1:4 1:5 | 14' Лундстрём 22' Лундстрём 26' Шёберг 30' Сведберг 45' Юханссон |       |                      |
|           |                         |                                                                  |       |                      |
|           |                         |                                                                  |       |                      |
|           |                         |                                                                  |       |                      |
| 20 мин    | Штраф                   | 10 мин                                                           |       |                      |
| 5 (0)     | Большинство             | 10 (2)                                                           |       |                      |
|           |                         |                                                                  |       |                      |

| 21 марта 1969 | Чехословакия | 2 : 0 (0:0, 1:0, 1:0) | СССР | Стокгольм Зрителей: 7957 |

| Отчёт | Отчёт | Отчёт   | Отчёт | Отчёт |  |
| --- | --- | ------- | --- | --- |  |
| | |         | | |  |
| | Владимир Дзурилла | Вратари | Виктор Зингер | Судьи: Уве Дальберг Майк Вилланкурт |  |
| | Голы: |         | | Судьи: Уве Дальберг Майк Вилланкурт |  |
| Сухи 33' Черны 47' | 1:0 2:0 |         | | Судьи: Уве Дальберг Майк Вилланкурт |  |
| | |         | | Судьи: Уве Дальберг Майк Вилланкурт |  |
| | |         | | Судьи: Уве Дальберг Майк Вилланкурт |  |
| | |         | | Судьи: Уве Дальберг Майк Вилланкурт |  |
| 8 мин | Штраф | 10 мин  | | Судьи: Уве Дальберг Майк Вилланкурт |  |
| 5 (1) | Большинство | 4 (0)   | | |  |
| | |         | | |  |
| | |         | | |  |
| Дзурилла; Сухи — Хорешовски, Махач — Поспишил; Шевчик — Голонка — Черны, Хрбаты — Я. Холик — И. Холик, Клапач — Недомански — Аугуста. | Дзурилла; Сухи — Хорешовски, Махач — Поспишил; Шевчик — Голонка — Черны, Хрбаты — Я. Холик — И. Холик, Клапач — Недомански — Аугуста. | Состав  | Зингер; Ромишевский — Давыдов, Рагулин — Лутченко, Поладьев; Зимин — Старшинов — Якушев (Мишаков), Викулов — Мальцев — Фирсов, Михайлов — Петров — Харламов. | Зингер; Ромишевский — Давыдов, Рагулин — Лутченко, Поладьев; Зимин — Старшинов — Якушев (Мишаков), Викулов — Мальцев — Фирсов, Михайлов — Петров — Харламов. |  |

| 22 марта 1969 | Финляндия | 4 : 3 (1:1, 1:0, 2:2) | США | Стокгольм Зрителей: 5194 |

| Отчёт                                                 | Отчёт                       | Отчёт                        | Отчёт | Отчёт              |
| ----------------------------------------------------- | --------------------------- | ---------------------------- | ----- | ------------------ |
|                                                       |                             |                              |       |                    |
|                                                       |                             |                              |       | Судьи: Викинг Бата |
|                                                       | Голы:                       |                              |       |                    |
| Э. Петлонен 10' Лейму 22' Валстен 41' Э. Пелтонен 43' | 0:1 1:1 2:1 3:1 4:1 4:2 4:3 | 2' Плю 57' Мейасич 59' Шинни |       |                    |
|                                                       |                             |                              |       |                    |
|                                                       |                             |                              |       |                    |
|                                                       |                             |                              |       |                    |
| 4 мин                                                 | Штраф                       | 8 мин                        |       |                    |
| 4 (0)                                                 | Большинство                 | 2 (0)                        |       |                    |
|                                                       |                             |                              |       |                    |

### Второй круг
| \| Команда \| И \| В \| Н \| П \| Ш \| РШ \| Очки \| \| ------------ \| - \| - \| - \| - \| ----- \| --- \| ---- \| \| СССР \| 5 \| 4 \| 0 \| 1 \| 25–15 \| +10 \| 8 \| \| Швеция \| 5 \| 4 \| 0 \| 1 \| 22–9 \| +13 \| 8 \| \| Чехословакия \| 5 \| 4 \| 0 \| 1 \| 17–10 \| +7 \| 8 \| \| Канада \| 5 \| 2 \| 0 \| 3 \| 13–12 \| +1 \| 4 \| \| Финляндия \| 5 \| 1 \| 0 \| 4 \| 13–25 \| −12 \| 2 \| \| США \| 5 \| 0 \| 0 \| 5 \| 13–32 \| −19 \| 0 \| | И — Сыграно матчей В — Выиграно матчей Н — Матчей, сыгранных вничью П — Проиграно матчей Ш — Шайб забито/пропущено РШ — Разница шайб |   |   |   |       |     |      |
| Команда | И | В | Н | П | Ш     | РШ  | Очки |
| СССР | 5 | 4 | 0 | 1 | 25–15 | +10 | 8    |
| Швеция | 5 | 4 | 0 | 1 | 22–9  | +13 | 8    |
| Чехословакия | 5 | 4 | 0 | 1 | 17–10 | +7  | 8    |
| Канада | 5 | 2 | 0 | 3 | 13–12 | +1  | 4    |
| Финляндия | 5 | 1 | 0 | 4 | 13–25 | −12 | 2    |
| США | 5 | 0 | 0 | 5 | 13–32 | −19 | 0    |

#### Шестой тур
| 23 марта 1969 | СССР | 8 : 4 (3:1, 2:1, 3:2) | США | Стокгольм |

| 23 марта 1969 | Швеция | 5 : 0 (2:0, 2:0, 1:0) | Финляндия | Стокгольм |

| 23 марта 1969 | Чехословакия | 3 : 2 (1:1, 1:0, 1:1) | Канада | Стокгольм |

#### Седьмой тур
| 24 марта 1969 | Швеция | 2 : 3 (1:1, 1:1, 0:1) | СССР | Стокгольм |

| 25 марта 1969 | Чехословакия | 4 : 2 (2:2, 1:0, 1:0) | Финляндия | Стокгольм |

| 25 марта 1969 | Канада | 1 : 0 (1:0, 0:0, 0:0) | США | Стокгольм |

#### Восьмой тур
| 26 марта 1969 | СССР | 7 : 3 (1:0, 4:1, 2:2) | Финляндия | Стокгольм |

| 26 марта 1969 | Чехословакия | 6 : 2 (2:0, 2:1, 2:1) | США | Стокгольм |

| 27 марта 1969 | Швеция | 4 : 2 (1:0, 0:2, 3:0) | Канада | Стокгольм |

#### Девятый тур
| 28 марта 1969 | СССР | 3 : 4 (0:2, 2:0, 1:2) | Чехословакия | Стокгольм |

| 29 марта 1969 | Канада | 6 : 1 (2:1, 3:1, 1:0) | Финляндия | Стокгольм |

| 29 марта 1969 | Швеция | 10 : 4 (6:2, 1:1, 3:1) | США | Стокгольм |

#### Десятый тур
| 30 марта 1969 | Финляндия | 7 : 3 (1:1, 5:0, 1:2) | США | Стокгольм |

| 30 марта 1969 | Швеция | 1 : 0 (1:0, 0:0, 0:0) | Чехословакия | Стокгольм |

| 30 марта 1969 | СССР | 4 : 2 (1:1, 1:0, 2:1) | Канада | Стокгольм |

## Итоговая таблица ЧМ
| Место | Команда       | И  | В | Н | П  | Шайбы | Разница | Очки |
| ----- | ------------- | -- | - | - | -- | ----- | ------- | ---- |
|       | СССР*         | 10 | 8 | 0 | 2  | 59-23 | +36     | 16   |
|       | Швеция*       | 10 | 8 | 0 | 2  | 45-19 | +26     | 16   |
|       | Чехословакия* | 10 | 8 | 0 | 2  | 40-20 | +20     | 16   |
| 4     | Канада        | 10 | 4 | 0 | 6  | 26-31 | -5      | 8    |
| 5     | Финляндия     | 10 | 2 | 0 | 8  | 26-52 | -26     | 4    |
| 6     | США           | 10 | 0 | 0 | 10 | 23-74 | -51     | 0    |

* Призеры определены по разнице забитых и пропущенных шайб, так как по показателям личных встреч все три сборные оказались равными.

## Итоговая таблица ЧЕ
| Место | Команда       | 1       | 2       | 3       | 4       | Шайбы | Разница | Очки |
| ----- | ------------- | ------- | ------- | ------- | ------- | ----- | ------- | ---- |
|       | СССР*         | •       | 4:2 3:2 | 0:2 3:4 | 6:1 7:3 | 23-14 | +9      | 8    |
|       | Швеция*       | 2:4 2:3 | •       | 2:0 1:0 | 6:3 5:0 | 18-10 | +8      | 8    |
|       | Чехословакия* | 2:0 4:3 | 0:2 0:1 | •       | 7:4 4:2 | 17-12 | +5      | 8    |
| 4     | Финляндия     | 1:6 3:7 | 3:6 0:5 | 4:7 2:4 | •       | 13-35 | -22     | 0    |

* Призеры определены по разнице забитых и пропущенных шайб, так как по показателям личных встреч все три сборные оказались равными.

## Статистика

### Самые результативные игроки
| Игрок              | Очки (гол+пас) |
| ------------------ | -------------- |
| Анатолий Фирсов    | 14 (10+4)      |
| Борис Михайлов     | 14 (9+5)       |
| Ульф Стернер       | 14 (5+9)       |
| Ярослав Голик      | 14 (4+10)      |
| Валерий Харламов   | 13 (6+7)       |
| Стиг-Ёран Юханссон | 12 (6+6)       |

### Лучшие игроки
| Игрок           | Позиция    |
| --------------- | ---------- |
| Лейф Хольмквист | Вратарь    |
| Ян Сухи         | Защитник   |
| Ульф Стернер    | Нападающий |

### Символическая сборная
Вратарь:  Владимир Дзурилла

Защитники:  Ян Сухи —  Леннарт Сведберг 

Нападающие:  Анатолий Фирсов —  Вацлав Недоманский —  Ульф Стернер

### Медалисты
| Вратари            | И  | ПШ | ШВ |    |    |
| Виктор Зингер      | 10 | 19 | 0  |    |    |
| Виктор Пучков      | 3  | 4  | 0  |    |    |
| Защитники          | И  | Г  | П  | О  | ШВ |
| Евгений Паладьев   | 10 | 4  | 3  | 7  | 12 |
| Игорь Ромишевский  | 10 | 1  | 2  | 3  | 6  |
| Александр Рагулин  | 10 | 1  | 1  | 2  | 6  |
| Владимир Лутченко  | 9  | 0  | 1  | 1  | 8  |
| Виталий Давыдов    | 9  | 0  | 1  | 1  | 2  |
| Виктор Кузькин     | 3  | 0  | 1  | 1  | 2  |
| Нападающие         | И  | Г  | П  | О  | ШВ |
| Анатолий Фирсов    | 10 | 10 | 4  | 14 | 6  |
| Валерий Харламов   | 10 | 6  | 7  | 13 | 10 |
| Александр Мальцев  | 10 | 5  | 6  | 11 | 0  |
| Владимир Петров    | 10 | 6  | 2  | 8  | 16 |
| Вячеслав Старшинов | 10 | 6  | 1  | 7  | 6  |
| Евгений Зимин      | 10 | 1  | 2  | 3  | 4  |
| Борис Михайлов     | 9  | 9  | 5  | 14 | 6  |
| Евгений Мишаков    | 9  | 4  | 3  | 7  | 4  |
| Владимир Викулов   | 9  | 2  | 4  | 6  | 0  |
| Александр Якушев   | 6  | 1  | 1  | 2  | 2  |
| Владимир Юрзинов   | 2  | 3  | 1  | 4  | 0  |

| Вратари             | И  | ПШ | ШВ |    |    |
| Лейф Хольмквист     | 8  | 17 | 0  |    |    |
| Гуннар Бекман       | 2  | 2  | 0  |    |    |
| Защитники           | И  | Г  | П  | О  | ШВ |
| Арне Карлссон       | 10 | 1  | 1  | 2  | 2  |
| Леннарт Сведберг    | 10 | 1  | 0  | 1  | 8  |
| Ларс-Эрик Шёберг    | 9  | 3  | 2  | 5  | 2  |
| Берт-Ула Нурдландер | 9  | 0  | 2  | 2  | 2  |
| Нильс Юханссон      | 8  | 0  | 2  | 2  | 0  |
| Челль-Руне Мильтон  | 7  | 4  | 2  | 6  | 2  |
| Нападающие          | И  | Г  | П  | О  | ШВ |
| Ульф Стернер        | 10 | 5  | 9  | 14 | 8  |
| Стиг-Ёран Юханссон  | 10 | 6  | 6  | 12 | 4  |
| Ларс-Ёран Нильссон  | 10 | 6  | 5  | 11 | 6  |
| Стефан Карлссон     | 10 | 5  | 3  | 8  | 2  |
| Торд Лундстрём      | 10 | 5  | 2  | 7  | 12 |
| Рогер Ульссон       | 9  | 3  | 1  | 4  | 6  |
| Хокан Нюгрен        | 8  | 3  | 2  | 5  | 8  |
| Бьёрн Пальмквист    | 8  | 1  | 1  | 2  | 2  |
| Лейф Хенрикссон     | 7  | 2  | 3  | 5  | 4  |
| Матс Хюсинг         | 6  | 0  | 2  | 2  | 2  |
| Дик Юдерстрём       | 2  | 0  | 0  | 0  | 4  |

| Вратари            | И  | ПШ | ШВ |    |    |
| Владимир Дзурилла  | 9  | 16 | 0  |    |    |
| Мирослав Лацки     | 3  | 4  | 2  |    |    |
| Защитники          | И  | Г  | П  | О  | ШВ |
| Олдржих Махач      | 10 | 4  | 2  | 6  | 2  |
| Франтишек Поспишил | 10 | 1  | 1  | 2  | 6  |
| Йосеф Горешовский  | 9  | 2  | 0  | 2  | 13 |
| Ян Сухи            | 8  | 5  | 4  | 9  | 12 |
| Владимир Беднарж   | 7  | 0  | 0  | 0  | 4  |
| Нападающие         | И  | Г  | П  | О  | ШВ |
| Ярослав Голик      | 10 | 4  | 10 | 14 | 18 |
| Вацлав Недоманский | 10 | 9  | 2  | 11 | 10 |
| Йозеф Черны        | 10 | 2  | 2  | 4  | 6  |
| Ян Грбаты          | 10 | 2  | 2  | 4  | 0  |
| Йозеф Голонка      | 10 | 2  | 1  | 3  | 8  |
| Франтишек Шевчик   | 10 | 1  | 1  | 2  | 0  |
| Иржи Голик         | 9  | 4  | 4  | 8  | 4  |
| Рихард Фарда       | 7  | 1  | 2  | 3  | 4  |
| Ян Клапач          | 7  | 0  | 1  | 1  | 0  |
| Ярослав Иржик      | 5  | 2  | 3  | 5  | 0  |
| Ян Гавел           | 5  | 1  | 2  | 3  | 4  |
| Йозеф Аугуста      | 5  | 0  | 0  | 0  | 2  |

| Чемпион мира по хоккею с шайбой 1969 г. |
| --------------------------------------- |
| СССР девятый титул                      |

| Чемпион Европы по хоккею с шайбой 1969 г. |
| ----------------------------------------- |
| СССР тринадцатый титул                    |

### Переходы
| Перешли в группу В:  | США, Канада (отказ)               |
| Перешли из группы В: | ГДР, Польша (из-за отказа Канады) |